# HMS Walrus (S08)
Pour les autres navires du même nom, voir HMS Walrus.
Le HMS Walrus (pennant number : S08) était le dernier des sous-marins britanniques de la classe Porpoise de la Royal Navy. Il fut lancé le 22 septembre 1959 et mis en service le 10 février 1961.

## Conception
La classe Porpoise était la première classe de sous-marins opérationnels construits pour la Royal Navy après la fin de la Seconde Guerre mondiale. Ils ont été conçus pour tirer parti de l’expérience acquise en étudiant les sous-marins allemands Unterseeboot type XXI, ainsi que des expériences britanniques réalisées en temps de guerre avec le sous-marin HMS Seraph, qui a été modifié en améliorant son hydrodynamisme et en l’équipant de batteries plus grandes ,,.
Les sous-marins de la classe Porpoise mesuraient 88,47 m de longueur hors tout et 73,46 m entre perpendiculaires, avec un maître-bau de 8,08 m et un tirant d'eau de 5,56 m. Leur déplacement en surface était de 1590 tonnes en standard, et de 2007 tonnes à pleine charge. Il était de 2340 tonnes en immersion. Les machines servant à la propulsion se composaient de 2 générateurs diesel Admiralty Standard Range d’une puissance totale de 3680 chevaux-vapeur (2740 kW), qui pouvaient recharger les batteries du sous-marin ou entraîner directement les moteurs électriques. Ceux-ci étaient évalués à 6000 chevaux-vapeur (4500 kW) et entraînaient deux arbres d'hélice, ce qui donnait une vitesse de 12 nœuds (22 km/h) en surface et de 16 nœuds (30 km/h) en immersion,. Huit tubes lance-torpilles de 21 pouces (533 mm) ont été installés : six à l’avant et deux à l’arrière. Le navire pouvait transporter jusqu’à 30 torpilles. La dotation initiale étant composée de la torpille Mark 8 non guidée et de torpilles guidées Mark 20.

## Engagements
Au cours d’exercices avec le HMS Ark Royal, une erreur a fait en sorte qu’une torpille d’exercice s’est enfoncée dans le caisson du sous-marin.
Après un carénage de 18 mois à l’arsenal de Devonport, il est remis en service pour la troisième fois le 3 décembre 1969. En 1970, il était présent aux Portsmouth Navy Days. Le Walrus a également participé à la Revue de la flotte, au large de Spithead, pour le jubilé d'argent de la reine en 1977, lorsqu’il faisait partie de la flottille sous-marine.
Il a été vendu en 1987 au Seaforth Group pour être revendu en Égypte, mais a été démantelé à Grimsby en 1991.

## Commandants
| Début | Fin  | Capitaine                                                   |
| ----- | ---- | ----------------------------------------------------------- |
| 1961  | 1962 | Lieutenant commander John Fieldhouse (Baron Fieldhouse), RN |
| 1965  | 1966 | Lieutenant commander M. C. Bourdillon, RN                   |
| 1970  | 1970 | Lieutenant commander H. K. P. Michell, RN                   |
| 1971  | 1972 | Lieutenant commander A. W. M. Stephens, RN                  |
| 1972  | 1973 | Lieutenant commander J. S. Lang, RN                         |
| 1974  | 1976 | Lieutenant commander Roger Lane-Nott, RN                    |
| 1977  | 1977 | Lieutenant commander M. G. Jones, RN                        |
| 1977  | 1978 | Lieutenant commander H. Keay, RN                            |
| 1978  | 1979 | Lieutenant commander P. P. Jeanneret, RN                    |